# Линчхерст (Вирџинија)
Линчхерст (енгл. Lyndhurst) насељено је место без административног статуса у америчкој савезној држави Вирџинија.

## Демографија
По попису из 2010. године број становника је 1.490, што је 37 (-2,4%) становника мање него 2000. године.
| Група             | 2000.         | 2010.         |
| Белци             | 1.403 (91,9%) | 1.371 (92,0%) |
| Афроамериканци    | 79 (5,2%)     | 62 (4,2%)     |
| Азијати           | 4 (0,3%)      | 6 (0,4%)      |
| Хиспаноамериканци | 29 (1,9%)     | 32 (2,1%)     |
| Укупно            | 1.527         | 1.490         |